# Selina Wagner
Selina Wagner (* 6. Oktober 1990 in St. Wendel) ist eine ehemalige deutsche Fußballspielerin.

## Karriere

### Vereine
Selina Wagner stieg 2007 mit dem 1. FC Saarbrücken in die Bundesliga auf, wo sie zur Stammspielerin wurde. Nach dem Abstieg der Saarbrückerinnen 2008 war sie ein Jahr in der 2. Frauen-Bundesliga aktiv, ehe sie 2009 zum VfL Wolfsburg wechselte. Sie spielt zumeist im rechten Mittelfeld, gelegentlich auch im Angriff. In der Saison 2012/13 wurde sie mit den VfL-Damen Deutscher Meister, DFB-Pokal- und Champions-League-Sieger. Nachdem zum Ablauf der Saison 2014/15 ihr Vertrag in Wolfsburg nicht verlängert worden war, wechselte Wagner zum Ligarivalen SC Freiburg. Im Sommer 2017 wechselte sie zum SC Sand, 2018 zur Sportvereinigung Elversberg, dessen Frauenabteilung als SV Göttelborn spielt.

### Nationalmannschaft
Am 5. Juni 2007 debütierte sie als Nationalspielerin für die U17-Nationalmannschaft bei der 1:2-Niederlage im Testspiel gegen die Auswahl der Schweiz, in dem sie den 1:0-Führungstreffer in der 13. Minute auch gleich ihr erstes Länderspieltor erzielte. In den Jahren von 2007 bis 2009 folgten elf Einsätze für die U19-Nationalmannschaft und in den Jahren 2009 bis 2010 deren zwölf für die U20-Nationalmannschaft, davon fünf während der Weltmeisterschaft 2010 im eigenen Land; wobei das fünfte das siegreiche Finale gegen die U20-Nationalmannschaft Nigerias am 1. August in Bielefeld war. Für die U23-Nationalmannschaft debütierte sie am 30. September 2010 bei der 1:2-Niederlage gegen die Auswahl Englands.

## Erfolge
- U20-Weltmeister 2010
- Champions-League-Sieger 2013, 2014
- Deutscher Meister 2013, 2014
- DFB-Pokal-Sieger 2013, 2015

## Sonstiges
Aus Anlass der in Deutschland stattfindenden Fußball-Weltmeisterschaft der Frauen 2011 griff das deutsche Playboy-Magazin das Thema auf und lichtete neben Selina Wagner auch die Spielerinnen Annika Doppler, Ivana Rudelić, Julia Šimić und Kristina Gessat in der Juli-Ausgabe ab.